# Gestreepte kanarie
De gestreepte kanarie (Crithagra striolata; synoniem: Serinus striolata) is een zangvogel uit de familie Fringillidae (vinkachtigen).

## Verspreiding en leefgebied
Deze soort telt 2 ondersoorten:
- C. s. graueri: oostelijk Congo-Kinshasa, zuidwestelijk Oeganda, Rwanda en Burundi.
- C. s. striolata: van Eritrea, Ethiopië en zuidoostelijk Soedan tot Tanzania en noordelijk Malawi.